# فرهنگ تاریخی سنجش‌ها و ارزش‌ها
فرهنگ تاریخی سنجش‌ها و ارزش‌ها کتابی از ابوالحسن دیانت است که در سال ۱۳۶۷ منتشر و در مراسم کتاب سال جمهوری اسلامی ایران به‌عنوان کتاب شایسته تقدیر معرفی شد.